# Carl Ryberg

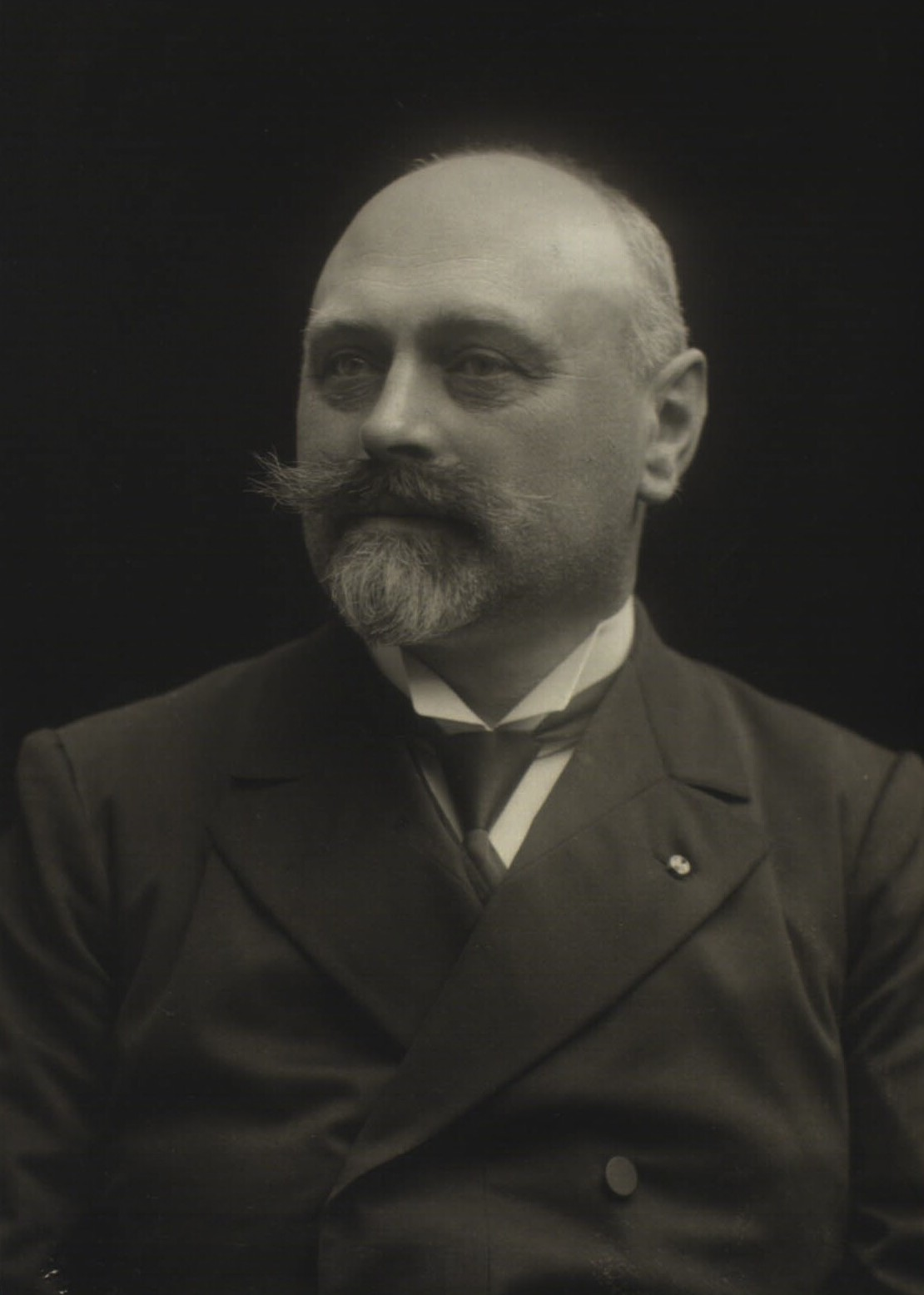
Carl Ryberg (vermutlich 1900er)

Carl Julius Peter Ryberg (* 4. Dezember 1854 in Kopenhagen; † 4. Oktober 1929 in Charlottenlund) war ein dänischer Kaufmann und Inspektor in Grönland.

## Leben

### Frühes Leben und Karriere in Grönland
Carl Ryberg war der Sohn des Friedhofgräbers Johan Peter Ryberg (1802–1876) und seiner zweiten Ehefrau Anna Cathrine Smith (1819–1881). Er besuchte ab 1871 die Seeoffiziersschule und begann 1873 nach dem Schulabschluss als Volontär im Packhausbüro von Den Kongelige Grønlandske Handel (KGH) in Kopenhagen zu arbeiten.
1875 wurde er als Handelsassistent nach Paamiut entsandt. 1878 erhielt er ein Jahr Heimaturlaub und wurde nach seiner Rückkehr nach Grönland 1879 als Handelsassistent in Qaqortoq angestellt. Vom 6. Juli bis zum 14. September 1880 war er kurzzeitig Kolonialverwalter. Als Handelsverwalter erhielt er im Spätsommer 1881 die Leitung der Anlage in Nanortalik übertragen. Am 5. März 1883 wurde er zum Kolonialverwalter in Qaqortoq befördert, erhielt aber noch im selben Jahr wieder Heimaturlaub bis 1884. Kurz zuvor heiratete er am 27. Juni 1883 in Qaqortoq Malvina Wilhelmine Lovise Guldberg (1851–1904), Tochter des Kaufmanns Malling Guldberg (1811–1867) und seiner Frau Ida Marie Wilhelmine Kragh (1822–1900). Am 19. Januar 1884 wurde er zum Inspektor von Südgrönland ernannt und übernahm das Amt am 1. April vom kommissarisch seit 1882 wirkenden Frederik Tryde Lassen. Von 1888 bis 1889 wurde er von Laurits Hans Christian Bistrup vertreten. Im Sommer 1890 verließ er Grönland und übergab das Amt kommissarisch an Johan Carl Joensen.

### Nach der Rückkehr nach Dänemark
Am 31. März 1891 wurde er zum Leiter des Korrespondanzbüros und der Buchhaltung des KGH ernannt. Am 28. Juli 1894 erhielt er das Ritterkreuz des Dannebrogordens. 1902 wurde er zum Direktor des KGH ernannt. Nach dem Tod seiner Frau heiratete er am 9. Juni 1905 in Tårbæk in zweiter Ehe Inge Papenhausen Willerup (1872–1926), Tochter des Lotteriekollekteurs und Fabrikbesitzers Hannibal Theodor Kisby Willerup (1834–1891) und seiner Frau Petrea Cathrine Papenhausen (1851–1905). Um 1905 wurde zum wiederholten Male die seit Jahrzehnten bestehende Diskussion zur Abschaffung des Handelsmonopols in Grönland und die Öffnung der Kolonie für die private Marktwirtschaft durch Ludvig Mylius-Erichsens Literarische Expedition angeheizt. Ryberg hatte eine äußerst konservative Haltung und lehnte jegliche Änderungen ab. 1908 wurde dem KGH die Verwaltung der Kolonie entzogen und Ryberg zum Direktor der neugeschaffenen Grønlands Styrelse ernannt. Er trat aber nach kurzer Zeit aus Protest zurück und ließ eine Kommission einrichten, die die Trennung des Direktorenamts untersuchte und für falsch erachtete, woraufhin Ryberg das Amt wieder annahm. 1912 wurden Handel und Verwaltung jedoch wieder unter einen Direktor gestellt, woraufhin Carl Ryberg zum Konferenzrat ernannt wurde und sich 57-jährig aus dem Arbeitsleben zurückzog.
1908 war er zum Dannebrogmand ernannt worden. 1891 hatte er das Phrasenwörterbuch Dansk-grønlandsk tolk geschrieben, um die Arbeit der dänischen Handelsangestellten in Grönland zu erleichtern. Daneben schrieb er wissenschaftliche Artikel zu grönländischen Angelegenheiten. Er starb 1929 verwitwet im Alter von 74 Jahren an seinem Wohnsitz in Charlottenlund.